# اینیه ایوارسون
اینیه ایوارسون (سوئدی: Inge Ivarson؛ ‏ ۲ نوامبر ۱۹۱۷ – ۲۲ ژوئن ۲۰۱۵) تهیه‌کننده فیلم و فیلم‌نامه‌نویس اهل سوئد بود.
از فیلم‌هایی که وی در آن‌ها نقش داشته‌است، می‌توان به ژوستین و ژولیت، فلوسی، ملوانان و عروسی اشاره نمود.